# Tilburger Modell
Das Tilburger Modell ist eine Art der Verwaltungsmodernisierung, die in der niederländischen Stadt Tilburg ihren Ursprung hat.
Tilburg war in den 1980er Jahren gezwungen, neue Wege zu beschreiten, um den Haushalt der Stadt zu stabilisieren. Ab 1986 wurde die Verwaltung bewusst von der kameralistischen auf die kaufmännische Rechnungsweise umgestellt. Gleichzeitig wurde die Aufbauorganisation von einer Ämterstruktur in eine Konzernstruktur mit einer Holding überführt. 1996 wurde zugunsten von mehr Kundenorientierung erneut eine bedeutende Reform durchgeführt.
Der Erfolg gibt der Stadt recht: Seit 1989 schließt der Haushalt mit bedeutenden Überschüssen ab.
Das Tilburger Modell war und ist ein Vorbild für Reformen im Öffentlichen Dienst in den Niederlanden und weltweit, so beispielsweise in Deutschland für die Neue Verwaltungssteuerung, das Neue Steuerungsmodell und die Öffentliche Reformverwaltung.
Eine Übertragung in die deutsche Verwaltung ist aber nur teilweise möglich, da sich das Personalmanagement zwischen den Niederlanden (keine Beamten auf Lebenszeit) und Deutschland (üblicherweise Lebenszeitbeamte) unterscheidet.